# Shelley Malil
Shelley Malil est un acteur américano-indien né en Inde en 1964, immigré aux États-Unis en 1974. Il est apparu dans un nombre de séries télévisées ou films comme 40 ans, toujours puceau, où il joue Haziz, un collègue de Steve Carell et Paul Rudd.
Il est tristement célèbre car il est condamné à perpétuité avec possibilité de libération conditionnelle dans neuf années le 16 décembre 2010 pour tentative de meurtre à l'encontre de son ex-petite amie survenue en 2008,,,,.

## Filmographie

### Cinéma
- 1998 : Un cadavre sur le campus (Dead Man on Campus) : le professeur de biologie
- 1999 : Mon Martien bien-aimé (My Favorite Martian) : Felix
- 2000 : Perfect Game (vidéo) : Coach Ravi
- 2000 : Turbans  (court-métrage) : Ashok
- 2001 : Just Can't Get Enough : Steve
- 2001 : Runners : Sam
- 2002 : Dommage collatéral (Collateral Damage) : Docteur
- 2002 : Route et Déroute (Getting Here) (vidéo) : Raj
- 2003 : La Morsure du lézard (Holes) : Nosy Landlord
- 2005 : 40 ans, toujours puceau (The 40 Year-Old Virgin) : Haziz
- 2008 : Columbus Day : Babul
- 2009 : Droit de passage (Crossing Over) : Munshi Jahangir

### Télévision
- 1997 : La Seconde Guerre de Sécession (The Second Civil War) : membre du congrès Singh